# Image Lake
Der Image Lake ist ein Kar-See in der Glacier Peak Wilderness, gelegen im Nördlichen Kaskadengebirge im US-Bundesstaat Washington. Der See gehört zum Einzugsgebiet des Skagit River. Er ist vom Plummer Peak im Osten, einem Aussichtspunkt im Westen, seinem Abfluss Miners Creek und dem Glacier Peak im Süden sowie dem Canyon Lake im Norden umgeben. Die Route des beliebten Miners Ridge Trail passiert den See. Der Glacier Peak kann vom Abfluss des Sees aus gesehen werden; der sich auf der Oberfläche spiegelnde Berg ist ein beliebtes Fotomotiv.
Als Ergebnis des relativ milden gemäßigten Klimas mit ausreichenden Niederschlägen protzen die Gebiete rund um den See mit reichhaltigen natürlichen Lebensräumen und vielen Arten von Pflanzen, Insekten, Nagetieren und Großsäugern. Die Indianer zogen Vorteile aus diesen Ressourcen und haben das Gebiet wohl auch saisonal besiedelt. Die menschlichen Aktivitäten wie Jagd, Fischfang, Bergbau und touristische Übernutzung haben jedoch seit der Ankunft der Europäer zugenommen. Als Ergebnis erlitten einige Bereiche ökologische Schäden am Ende des 19. und Beginn des 20. Jahrhunderts. Dazu gehörte auch die Ausrottung der großen Prädatoren. Touristische Übernutzung und die Anwesenheit von Haustieren erzeugten in der ersten Hälfte des 20. Jahrhunderts spezifische Probleme.

## Klima
Das Klima am Image Lake gehört nach der Klimaklassifikation nach Köppen und Geiger zu den C-Klimaten des westlichen Nord-Amerika. Die meisten Wetterfronten stammen vom Pazifik und ziehen nordostwärts zur Kaskadenkette, von deren Gipfeln der Image Lake umgeben ist. Sobald die Fronten den Norden des Kaskadengebirges erreichen, werden sie durch dessen Gipfel zum Aufstieg gezwungen und dadurch zur Abgabe von Feuchtigkeit in Form von Regen oder Schnee. Deshalb sind die Niederschläge im Westen des Kaskadengebirges hoch, besonders im Winter in Form von Schnee. Wegen des gemäßigten Klimas und der Nähe zum Pazifik erreichen die Gebiete westlich des Kaskaden-Hauptkamms selten Temperaturen unter −18 °C oder über +27 °C. Während der Wintermonate ist es gewöhnlich bewölkt, doch während des Sommers sind aufgrund der Hochdrucksysteme über dem Pazifik selten Wolken zu sehen. Aufgrund des Seeklimas ist der Schnee eher feucht und schwer, so dass die Lawinengefahr sehr hoch ist.
Es wird erwartet, dass die Globale Erwärmung eine Reihe negativer langzeitlicher ökologischer Auswirkungen auf die Region haben wird; dazu gehören Trockenheit, mehr Waldbrände, Waldschäden durch Trockenheit und Krankheiten und weniger vitale oder gar keine Lachsaufstiege. Die Verbreitung und das Überleben von Pflanzenarten, namentlich der alpinen Regionen, wie auch der an diese Regionen spezifisch angepassten Tierarten wird gleichfalls negativ beeinflusst. Auch ein Zurückweichen der Gletscher wird erwartet, was auf die verringerte Ablagerung von Schnee und die allgemein höheren Temperaturen zurückzuführen ist.

## Hydrologie
Der Image Lake hat ein Einzugsgebiet von weniger als 2,6 Quadratkilometer. Sein primärer Abfluss ist ein kleiner unbenannter Bach, der in den Miners Creek fließt, welcher wiederum in den Suiattle River mündet. Der Suiattle River entwässert in den Skagit River, welcher im Puget Sound endet. Der höchste Punkt im Einzugsgebiet liegt fast 2.100 Meter über dem Meeresspiegel. Der See selbst ist nahezu rund und hat eine Fläche von 1,2 bis 1,6 Hektar.

## Geologie
Subduktion und tektonische Aktivität in der Region begannen während der späten Kreidezeit vor etwa neunzig Millionen Jahren. Die Region war bis dahin ein ozeanisches Gebiet, hauptsächlich aus Sedimenten und Vulkangesteinen bestehend. Im Oligozän begann vor etwa 35 Millionen Jahren eine intensive vulkanische Aktivität. Gebirgsbildung in der Region begann jedoch nicht vor dem Miozän vor etwa zehn Millionen Jahren. Der Image Lake ist in den Batholithen Cloudy Pass eingebettet, einer Vulkangesteinsformation, die während des frühen Miozän vor etwa zwanzig Millionen Jahren entstand. Glacier Peak, ein Schichtvulkan südlich des Image Lake, entstand im mittleren Pleistozän. Wegen der Nähe des Glacier Peak zum Image Lake ist Vulkanische Asche weit verbreitet in der Gegend und spielt eine Hauptrolle bei der Bodenbildung.
Während der Eiszeit war die Nördliche Kaskadenkette von mächtigen Gletschern bedeckt, die sich bis zum Puget Sound erstreckten. Die Ausdehnung der Vereisung war vor etwa 18.000 Jahren am größten, die meisten Täler waren vor 12.000 Jahren eisfrei. Als Ergebnis sind die Täler in der Region tief U-förmig eingeschnitten und die Berge sind eher felsig mit steilen Hängen und spitzen Gipfeln.

## Ökologie

### Flora

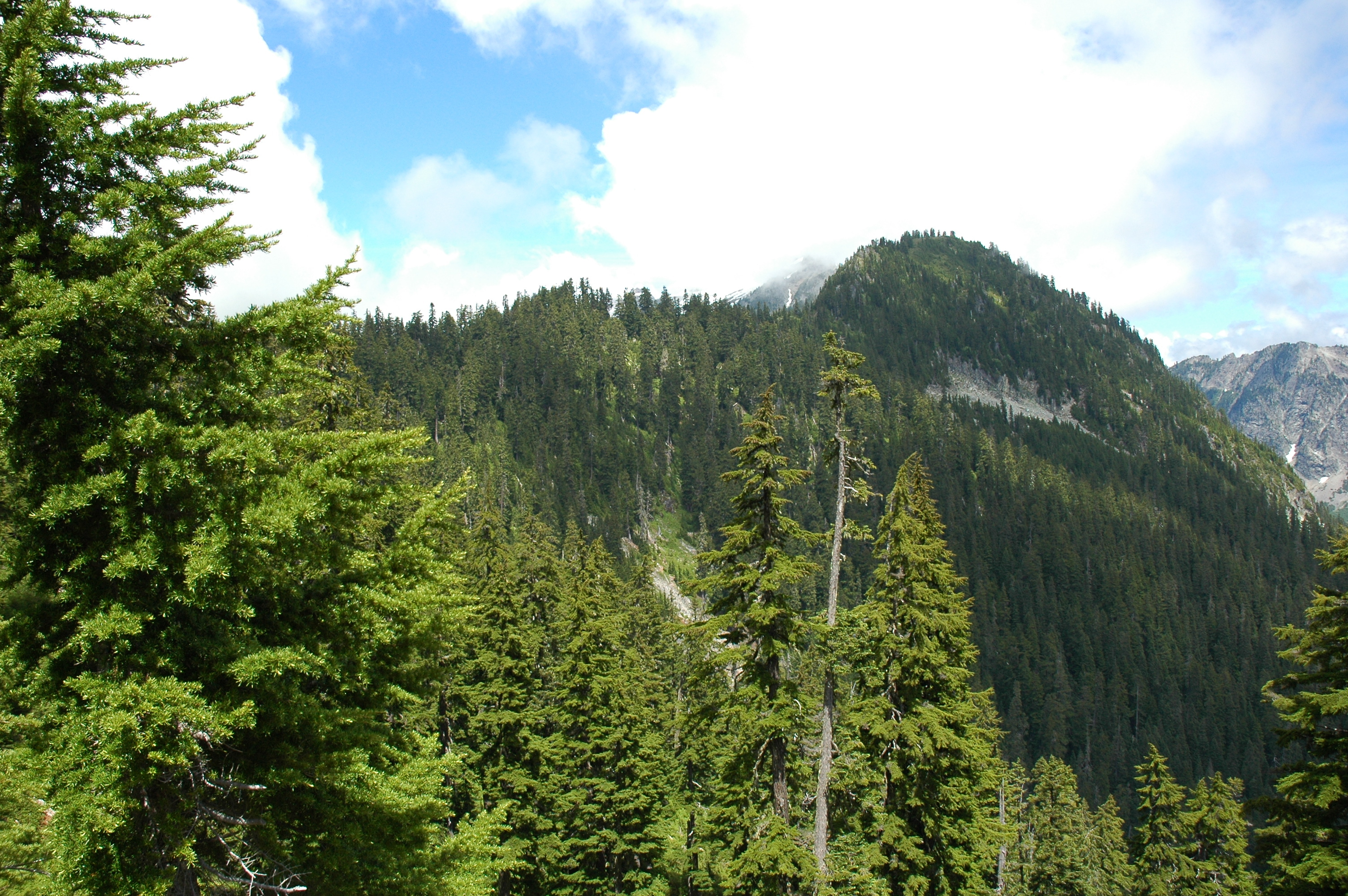
Ein Wald aus Berg-Hemlocktannen ähnlich denen am Image Lake

Der Image Lake und das umgebende Gebiet wird zur Ökoregion des nördlichen Kaskadengebirges gerechnet. In tieferen Lagen wachsen gemäßigte Regenwälder wie im Tal des Suiattle River. Häufige Baumarten sind Riesen-Lebensbaum, Westamerikanische Hemlocktanne und Gewöhnliche Douglasie. In mittleren Höhen sind die Wälder von Purpur-Tannen und – in geringerem Ausmaß – von Nootka-Scheinzypressen dominiert. Igelkraftwurz und Huckleberrys wachsen in feuchten Gebieten am Waldboden, während Bärengras und Shallon-Scheinbeeren in den trockeneren Gebieten zu Hause sind. Die Wälder der Mittellagen empfangen gleichfalls mehr Niederschläge, insbesondere in Form von Schnee, als die tieferen Lagen. Westamerikanische Hemlocktannen und Douglasien sind gleichfalls präsent, insbesondere am Übergang von den Mittel- zu den Tieflagen. In den höheren Lagen werden Douglasie wie auch die Riesen-Lebensbäume durch Berg-Hemlocktannen und Nootka-Scheinzypressen ersetzt, und zwar umso stärker, je höher man kommt. Die Wälder der Mittellagen besiedeln oft die steilsten Berghänge, was vielfach zu Lawinen-Routen führt. Diese werden von Sträuchern wie Grün-Erlen und krautigen Pflanzen besiedelt.
In höheren Lagen sind Berg-Hemlocktanne und Felsengebirgs-Tanne die häufigsten Baumarten. Nootka-Scheinzypresse und Weißstämmige Kiefer sind ebenfalls verbreitet. Mit zunehmender Höhe werden jedoch die Wälder lichter und von Wiesen durchsetzt, die aus Gräsern, Kräutern und Sträuchern bestehen. Schutthalden sind ebenfalls verbreitet. Die täglichen Temperaturspannen sind aufgrund der Höhe und der fehlenden Waldbedeckung erheblich. Aus denselben Gründen ist auch die Sonneneinstrahlung erhöht. An der oberen Grenze dieser Parklandschaft sind die Bäume eher verküppelt; sie wachsen in kleinen Gruppen. Häufige Straucharten sind Moosheiden und Mountain huckleberry. Das Wandern außerhalb der Wege kann zur Schädigung der subalpinen Vegetation führen.
Oberhalb der subalpinen Zone werden Bäume immer seltener. Die, die dort dennoch wachsen und einen Halt haben, sind oft verkrüppelt mit verdrehten Ästen aufgrund des Windes, des erhöhten Schneeaufkommens und der nur zwei- bis dreimonatigen Vegetationsperiode. Diese Bäume sind auch als „Krummholz“ bekannt. Heide, Kräuter und Gräser sind gleichfalls vorhanden, wachsen jedoch oft nur noch spärlich. Die Temperaturen wechseln oft stark, was die Wachstumsbedingungen verschlechtert.

### Fauna

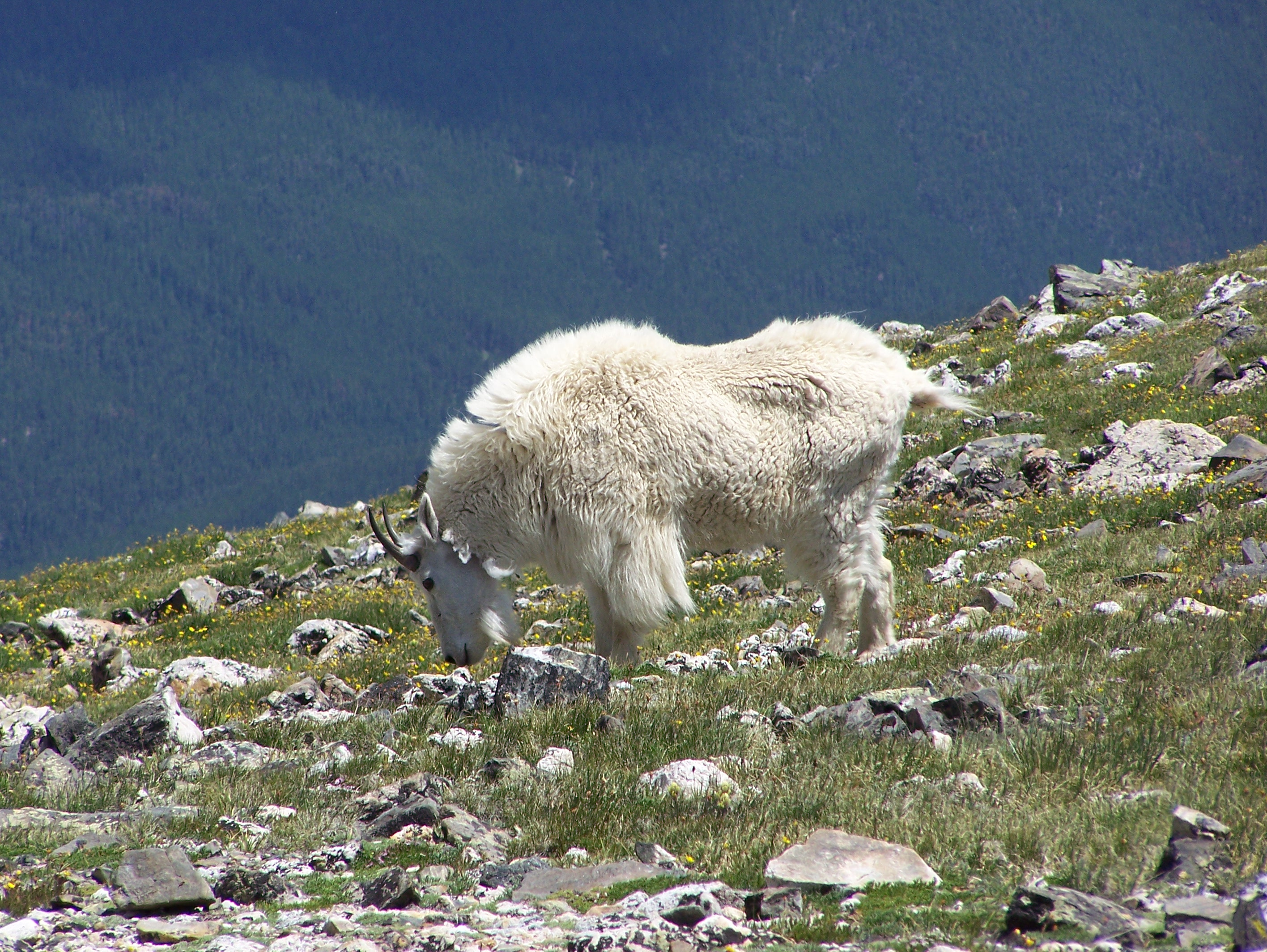
Schneeziegen sind in der Umgebung des Image Lake verbreitet anzutreffen

Tiere sind häufig im Ökosystem des Gebietes. Gelbbauchmurmeltiere leben bevorzugt in großen sozialen Gruppen und spielen eine Rolle bei der Regulation der alpinen Vegetation. Adler, Habichte, Kojoten und Dachse sind verbreitete Prädatoren. Kiefernhäher und Meisenhäher sind gleichfalls verbreitet und mehrere Arten der Rauhfußhühner kommen vor. Insekten und Kolibris sind verbreitete Bestäuber.
Größere Tiere sind nicht so verbreitet, aber vorhanden. Im Oktober 2010 wurde ein Grizzly in der Nähe des Cascade Pass fotografiert; bis zu 20 Grizzlys könnten im Kaskadengebirge südlich der kanadischen Grenze leben. Wölfe, Baummarder, Luchse, Vielfraße, Pumas, Wiesel und Amerikanische Schwarzbären kommen ebenfalls vor und werden regelmäßig mit Kamerafallen nachgewiesen. Während des Sommers konsumieren Bären bis zu 30.000 kcal pro Tag in Vorbereitung auf den Winterschlaf, was in der Diätetik als Hyperphagie bezeichnet würde. Es gab auch schon Bemühungen zur Wiederansiedlung von Fischermardern. Pumas sind hauptsächlich nachtaktiv und leben solitär, außerdem agieren sie so versteckt, dass sie selten gesehen werden. Wölfe sind seit den 1930er Jahren im Kaskadengebirge ausgerottet, haben jedoch spätestens ab 1990 begonnen, sich wieder anzusiedeln.
Der häufigste große Pflanzenfresser ist der Schwarzwedelhirsch, eine Unterart des Maultierhirsches. Wapiti und Elch sind weniger verbreitet. Schneeziegen sind an das steile Gelände und die tiefen Temperaturen gut angepasst und werden nicht häufig in tieferen Lagen angetroffen. Es gibt acht Arten Fledermäuse im Nördlichen Kaskadengebirge.

## Geschichte

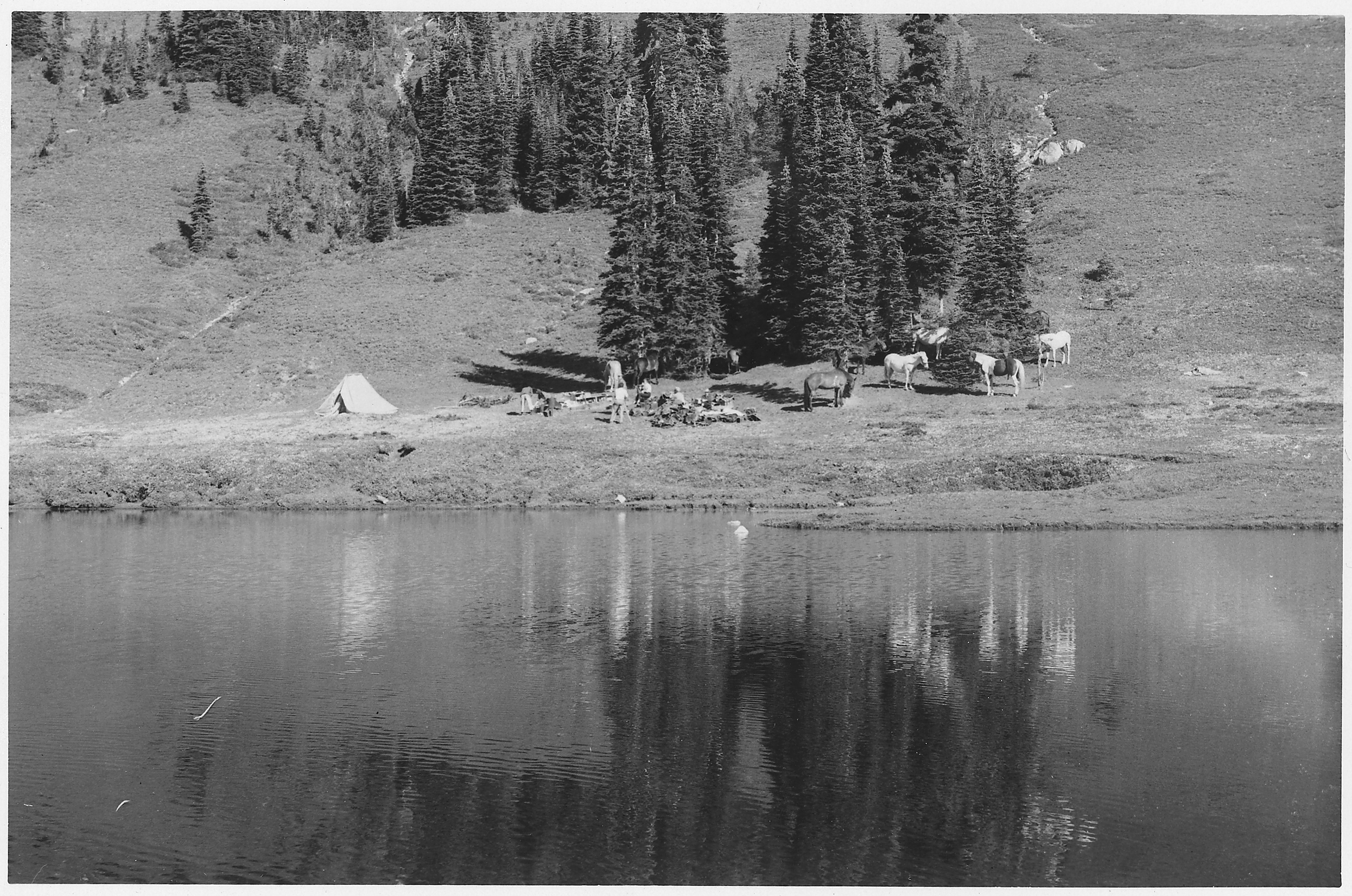
Pferde-Camp am Image Lake, etwa 1920–1930

Es gibt archäologische Nachweise, dass Indianer seit mindestens 8.500 Jahren im Gebiet ansässig sind, am Cascade Pass seit mindestens 9.600 Jahren. Wild wurde offensichtlich durch diese Indianer genutzt und Obsidian wurde zur Werkzeugherstellung seit mindestens 5.000 Jahren benutzt. Sie nutzten mehrere Routen, die das Gebiet durchquerten, und könnten die natürlichen Ressourcen während des Sommers genutzt haben. Einige Stämme personifizierten die Berge und gliederten sie in ihr religiöses System ein. Viele der erwähnten Routen folgten den Bergkämmen, um dem Dickicht und der Lawinengefahr im Tal aus dem Weg zu gehen. Pferde wurden bereits im 18. Jahrhundert genutzt. Es gab einen Weg, den die Indianer als Verbindung zwischen Lake Chelan und dem Suiattle River Valley nutzten. Der Weg überquerte offenbar den Cloudy Pass, welcher um einiges östlich des Sees liegt. Er wurde im frühen 20. Jahrhundert von Goldsuchern und Schäfern genutzt. Die Schäferei wurde 1940 in Miners Ridge verboten, doch die Beliebtheit des Gebietes wuchs ständig an. Aufgrund dieser Beliebtheit wurden die umliegenden Wiesen als Ergebnis von Weidewirtschaft und Wanderungen außerhalb der Wege denaturiert. Infolgedessen wurden die Haustiere im nahegelegenen Lady Camp Basin konzentriert und besser abgehärtete Pflanzen eingeführt.
Der Image Lake wurde ursprünglich „Mirror Lake“ genannt; er bekam seinen heutigen Namen am 10. April 1940 von Hugh Ritter und Rudo Fromme, die Angestellte des US Forest Service waren. Der See wurde erstmals am 14. Juli 1939 vom Forest Service untersucht.
Die Kennecott Copper Corporation plante ab 1988 die Eröffnung einer Kupfermine im Tagebaubetrieb in einem Becken, nur eine Meile (1,6 km) vom Image Lake entfernt. Proteste verschiedener Gruppen wie der Mountaineers verhinderten jedoch die Ausführung des Plans.
Große Abschnitte der Suiattle River Road (ab Kilometer 20,1), die den See von Holden und Trinity aus erreichbar macht, wurden 2003 durch ein Hochwasser unterspült. Ab August 2013 wurde die Straße durch Bautrupps repariert; der Abschluss wurde auf 2014 terminiert. Der Forest Service verfügt jedoch nur über ein begrenztes Budget und die Bemühungen zur Wiederherstellung der Straße wurden durch Umweltgruppen kritisiert, teilweise wegen der durch die von Westen her schlechtere Erreichbarkeit gesunkenen Besucherzahlen. Da der See vom Westen her so gut wie unerreichbar war, mussten Wanderer ihn von Osten aufsuchen, was von Holden oder Trinity aus einen Zwei-Tages-Marsch bedeutete. Seit 2015 ist die Straße wieder begehbar.

## Wandern
Eine Wanderung zum Image Lake kann über die Suiattle River Road erfolgen, doch die Straße war von Juli 2003 bis 2015 etwa 20 km vom Beginn des Weges aus unterspült und der See dadurch schwer zu erreichen. Er kann jedoch von Holden aus, östlich des Kaskadengrades und westlich des Lake Chelan gelegen, erreicht werden. Der Weg beginnt dem Suiattle River folgend und erreicht schließlich offene Wiesen mit Blick zum Glacier Peak. Es gibt auch eine alpine Route, die vom Miners Ridge Trail zum Plummer Mountain führt, sowie einen wenig begangenen Weg, der zum Canyon Lake und zum Totem Pass reicht, etwa 8,4 km südöstlich des Dome Peak.